# Ider (Zavkhan)
Pour les articles homonymes, voir Ider (homonymie).
Le sum d'Ider (mongol : ᠢᠳᠡᠷ
ᠰᠤᠮᠤ, cyrillique : Идэр сум, MNS : Ider sum) est situé dans l'aïmag (ligue) de Zavkhan, en Mongolie. Sa population était de 2 714 habitants en 2005.